# Сант'Орзола (Равена)
Сант'Орзола је насеље у Италији у округу Равена, региону Емилија-Ромања.
Према процени из 2011. у насељу је живело 65 становника. Насеље се налази на надморској висини од 42 м.